# Доменіко ді Мікеліно
Доменіко ді Мікеліно (1417—1491) — італійський живописець флорентійської школи і послідовник стилю Фра Анджеліко.

## Життєпис
Він народився і помер у Флоренції.
Мікеліно переважно зоображав сцени з Біблії. Його найвідомішу роботу можна знайти на західній стіні Флоренційського собору Санта-Марія-дель-Фйоре, в тому числі La commedia illumina Firenze («Комедії яка висвітлює Флоренцію»), що вміщує Данте Аліг'єрі і Божественну комедію. Поряд з Данте і містом Флоренцією, робота зображує пекло, гору Чистилище, земний рай (з Адамом і Євою) та небесні сфери.
Мікеліно взяв своє ім'я від свого вчителя, різьбяра по слоновій кістці. Він був обраний до Compagnia di San Luca (гільдії художників) в 1442 і приєднався до Arte dei Medici e degli Speziali в 1444.
Помер у 1491 році.